# العرض المتأخر مع ديفيد ليترمان
العرض المتأخر مع ديفيد ليترمان (بالإنجليزية: The Late Show with David Letterman)‏هو برنامج حواري أمريكي يقدمه ديفيد ليترمان وتذيعه شبكة سي بي إس منذ 30 أغسطس 1993 إلى 20 مايو 2015 وهو من إنتاج شركة ورلد وايد بانتس المملوكة لديفيد ليترمان (بالإنجليزية: Worldwide Pants)‏. يترأس فرقة البرنامج الموسيقية أوركسترا سي بي إس بول شافر (بالإنجليزية: Paul Shaffer)‏ . الكُتاب الرئيسيون هم الأخوة جستن وإريك ستانجل (بالإنجليزية: Justice & Eric Stangel)‏. المعلن هو آلان كارتر (بالإنجليزية: Allan Karter)‏ الذي حل محل بيل وندل (بالإنجليزية: Bill Wendell)‏ عام 1995. ويُعد البرنامج من البرامج الرئيسية التي تذاع في وقت متأخر في الولايات المتحدة حيث يحل في المرتبة الثانية في عدد المشاهدين الإجمالي وفي المرتبة الثالثة في عدد الحلقات.
يُبث البرنامج في معظم أرجاء الولايات المتحدة على الساعة 11:35 مساء بتوقيت شرق أمريكا والمحيط الهادئ.
وكان ديفيد ليترمان قد قدم برنامجاً مشابهاً باسم آخر الليل مع ديفيد ليترمان (بالإنجليزية: Late Night with David Letterman)‏ على إن بي سي من 1982 حتى 1993.

## الجوائز
رُشح البرنامج لجائزة الإيمي في فئة أفضل سلسلة منوعات أو موسيقى أو كوميديا طوال فترة عرضه الممتدة 16 موسماً وقد نال الجائزة ست مرات عن الأعوام التالية:
- 1993-94
- 1997-98
- 1998-99
- 1999-00
- 2000-01
- 2001-02

## وصلات خارجية
- العرض المتأخر مع ديفيد ليترمان على موقع IMDb (الإنجليزية)
- العرض المتأخر مع ديفيد ليترمان على موقع ميتاكريتيك (الإنجليزية)
- العرض المتأخر مع ديفيد ليترمان على موقع الموسوعة البريطانية (الإنجليزية)
- العرض المتأخر مع ديفيد ليترمان على موقع روتن توميتوز (الإنجليزية)
- العرض المتأخر مع ديفيد ليترمان على موقع كينوبويسك (الروسية)
- العرض المتأخر مع ديفيد ليترمان على موقع ميوزك برينز (الإنجليزية)
- العرض المتأخر مع ديفيد ليترمان على موقع قاعدة بيانات الفيلم (الإنجليزية)

الموقع الرسمي لبرنامج العرض المتاخر مع ديفيد ليترمان (بالإنجليزية فقط)